# Dvaravati
Dvaravati fue un antiguo reino del Sureste Asiático que existió desde el siglo VI hasta el siglo XIII.
Fue el primer reino Mon establecido en lo que hoy es Tailandia, hizo el primer contacto comercial y cultural con la India, la cual influenció la escultura Mon, su escritura, sus leyes y su modo de gobierno. Conquistado a su vez por los bamares (birmanos), los jemer y los tai, los miembros del reino se mezclaron con la cultura india entre conquistas.
- Datos: Q1268307
- Multimedia: Dvaravati / Q1268307